# Fábio Cardoso
Fábio Rafael Rodrigues Cardoso, noto semplicemente come Fábio Cardoso (Águeda, 19 aprile 1994), è un calciatore portoghese, difensore dell'Al-Ain in prestito dal Porto.

## Carriera

### Club
Cresciuto nel settore giovanile del Benfica, dopo aver giocato per tre stagioni con la seconda squadra, il 15 gennaio 2015 viene ceduto in prestito fino al termine della stagione al Paços Ferreira. Dopo essere rimasto per un altro campionato con i castori, il 7 luglio 2016 passa a titolo definitivo al Vitória Setúbal, con cui firma un quadriennale. Dopo una sola stagione, il 7 giugno 2017 viene acquistato dai Rangers, legandosi al club scozzese fino al 2021. Il 30 luglio 2018 si svincola dalla squadra di Glasgow, venendo quindi tesserato dal Santa Clara.
Il 1º luglio 2021 si trasferisce al Porto, con cui firma un quinquennale.
Il 16 agosto 2024 viene ceduto in prestito all'Al-Ain.

### Nazionale
Ha giocato numerose partite con le varie nazionali giovanili portoghesi.

## Statistiche

### Presenze e reti nei club
Statistiche aggiornate al 22 febbraio 2024
| Stagione                 | Squadra                  | Campionato               | Campionato | Campionato | Coppe nazionali | Coppe nazionali | Coppe nazionali | Coppe continentali | Coppe continentali | Coppe continentali | Altre coppe | Altre coppe | Altre coppe | Totale | Totale | Totale |
| Stagione                 | Squadra                  | Comp                     | Pres       | Reti       | Comp            | Pres            | Reti            | Comp               | Pres               | Reti               | Comp        | Pres        | Reti        | Pres   | Reti   |        |
| ------------------------ | ------------------------ | ------------------------ | ---------- | ---------- | --------------- | --------------- | --------------- | ------------------ | ------------------ | ------------------ | ----------- | ----------- | ----------- | ------ | ------ | ------ |
| 2012-2013                | Benfica B                | SL                       | 16         | 0          | -               | -               | -               | -                  | -                  | -                  | -           | -           | -           | 16     | 0      |        |
| 2013-2014                | Benfica B                | SL                       | 27         | 0          | -               | -               | -               | -                  | -                  | -                  | -           | -           | -           | 27     | 0      |        |
| 2014-gen. 2015           | Benfica B                | SL                       | 12         | 3          | -               | -               | -               | -                  | -                  | -                  | -           | -           | -           | 12     | 3      |        |
| Totale Benfica B         | Totale Benfica B         | Totale Benfica B         | 55         | 3          |                 | -               | -               |                    | -                  | -                  |             | -           | -           | 55     | 3      |        |
| gen.-giu. 2015           | Paços de Ferreira        | PL                       | 16         | 0          | TdP+TdL         | -               | -               | -                  | -                  | -                  | -           | -           | -           | 16     | 0      |        |
| 2015-2016                | Paços de Ferreira        | PL                       | 22         | 1          | TdP+TdL         | 1+4             | 0               | -                  | -                  | -                  | -           | -           | -           | 27     | 1      |        |
| Totale Paços de Ferreira | Totale Paços de Ferreira | Totale Paços de Ferreira | 38         | 1          |                 | 5               | 0               |                    | -                  | -                  |             | -           | -           | 43     | 1      |        |
| 2016-2017                | Vitória Setúbal          | PL                       | 23         | 0          | TdP+TdL         | 1+3             | 0+1             | -                  | -                  | -                  | -           | -           | -           | 27     | 1      |        |
| 2017-2018                | Rangers                  | SP                       | 12         | 0          | CS+CdL          | 1+3             | 0               | UEL                | 2                  | 0                  | -           | -           | -           | 18     | 0      |        |
| 2018-2019                | Santa Clara              | PL                       | 30         | 5          | TdP+TdL         | 1+0             | 1+0             | -                  | -                  | -                  | -           | -           | -           | 31     | 6      |        |
| 2019-2020                | Santa Clara              | PL                       | 30         | 2          | TdP+TdL         | 2+2             | 0               | -                  | -                  | -                  | -           | -           | -           | 34     | 2      |        |
| 2020-2021                | Santa Clara              | PL                       | 28         | 3          | TdP+TdL         | 4+0             | 0               | -                  | -                  | -                  | -           | -           | -           | 32     | 3      |        |
| Totale Santa Clara       | Totale Santa Clara       | Totale Santa Clara       | 88         | 10         |                 | 9               | 1               |                    | -                  | -                  |             | -           | -           | 97     | 11     |        |
| 2021-2022                | Porto                    | PL                       | 14         | 0          | CP+CdL          | 5+0             | 0+0             | UCL+UEL            | 2+0                | 0+0                | -           | -           | -           | 21     | 0      |        |
| 2022-2023                | Porto                    | PL                       | 17         | 2          | CP+CdL          | 4+5             | 1+0             | UCL                | 4                  | 0                  | SP          | 0           | 0           | 30     | 3      |        |
| 2023-2024                | Porto                    | PL                       | 18         | 1          | CP+CdL          | 4+2             | 0+0             | UCL                | 3                  | 0                  | SP          | 0           | 0           | 27     | 1      |        |
| Totale Porto             | Totale Porto             | Totale Porto             | 49         | 3          |                 | 20              | 1               |                    | 9                  | 0                  |             | 0           | 0           | 78     | 4      |        |
| 2024-2025                | Al-Ain                   | PL                       | 4          | 0          | PC+CdL          | 1+1             | 0+0             | ACL                | 5                  | 0                  | CI+CmC      | 2+0         | 1+0         | 13     | 1      |        |
| Totale carriera          | Totale carriera          | Totale carriera          | 269        | 17         |                 | 44              | 3               |                    | 16                 | 0                  |             | 2           | 1           | 331    | 21     |        |

## Palmarès

### Club

#### Competizioni nazionali
- Campionato portoghese: 1

Porto: 2021-2022
- Coppa del Portogallo: 3

Porto: 2021-2022, 2022-2023, 2023-2024
- Coppa di Lega portoghese: 1

Porto: 2022-2023
- Supercoppa di Portogallo: 2

Porto: 2022, 2024